# Comté de Fulton (Arkansas)
Pour les articles homonymes, voir Comté de Fulton.
Le comté de Fulton est un comté de l'État de l'Arkansas aux États-Unis. Son chef-lieu est Salem. C'est un dry county.

## Démographie
Au recensement de 2010, il comptait 12245 habitants. 
| 1850  | 1860  | 1870  | 1880  | 1890   | 1900   |
| ----- | ----- | ----- | ----- | ------ | ------ |
| 1 819 | 4 024 | 4 843 | 6 720 | 10 984 | 12 917 |

| 1910   | 1920   | 1930   | 1940   | 1950  | 1960  |
| ------ | ------ | ------ | ------ | ----- | ----- |
| 12 193 | 11 182 | 10 834 | 10 253 | 9 187 | 6 657 |

| 1970  | 1980  | 1990   | 2000   | 2010   | - |
| ----- | ----- | ------ | ------ | ------ | - |
| 7 699 | 9 975 | 10 037 | 11 642 | 12 245 | - |